# Sonate K. 329
La sonate K. 329 (F.277/L.S.5) en ut majeur est une œuvre pour clavier du compositeur italien Domenico Scarlatti.

## Présentation
La sonate K. 329, en ut majeur, notée Allegro, forme une paire avec la sonate suivante. Le matériel thématique de l'œuvre se base sur une simple petite ritournelle de quatre mesures. D'abord exposée en majeur, elle revient en mineur et explore un éventail de tonalités. Le style est « à l'italienne ».

## Manuscrits
Le manuscrit principal est le numéro 4 du volume VII de Venise (1754), copié pour Maria Barbara ; les autres sont Parme VIII 26.

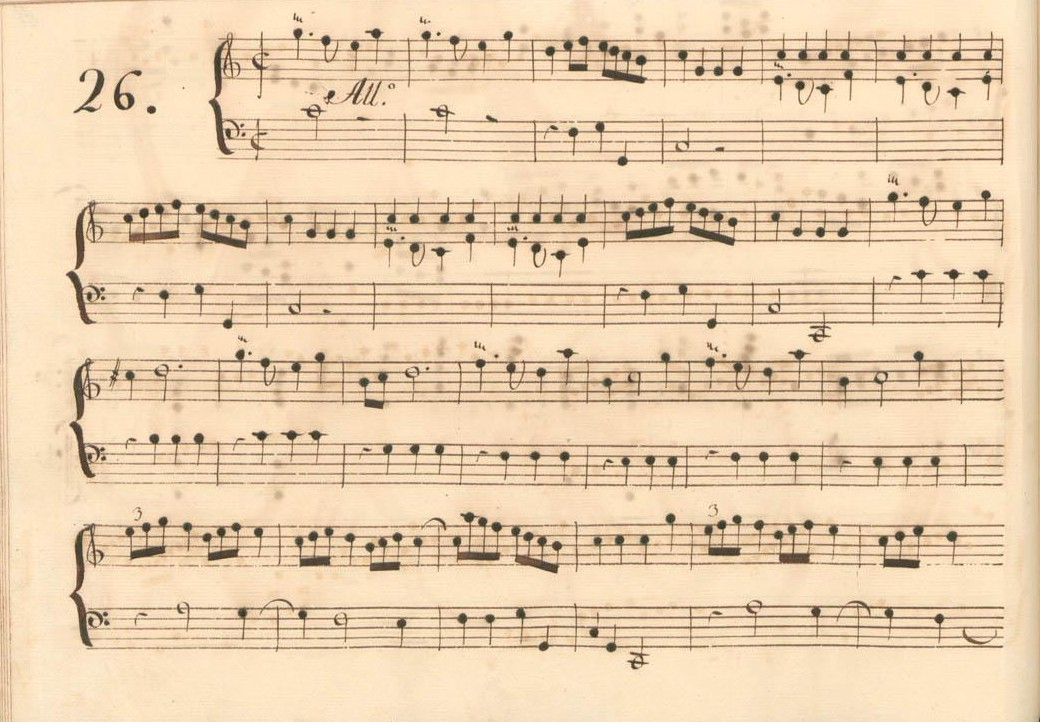
Parme VIII 26.
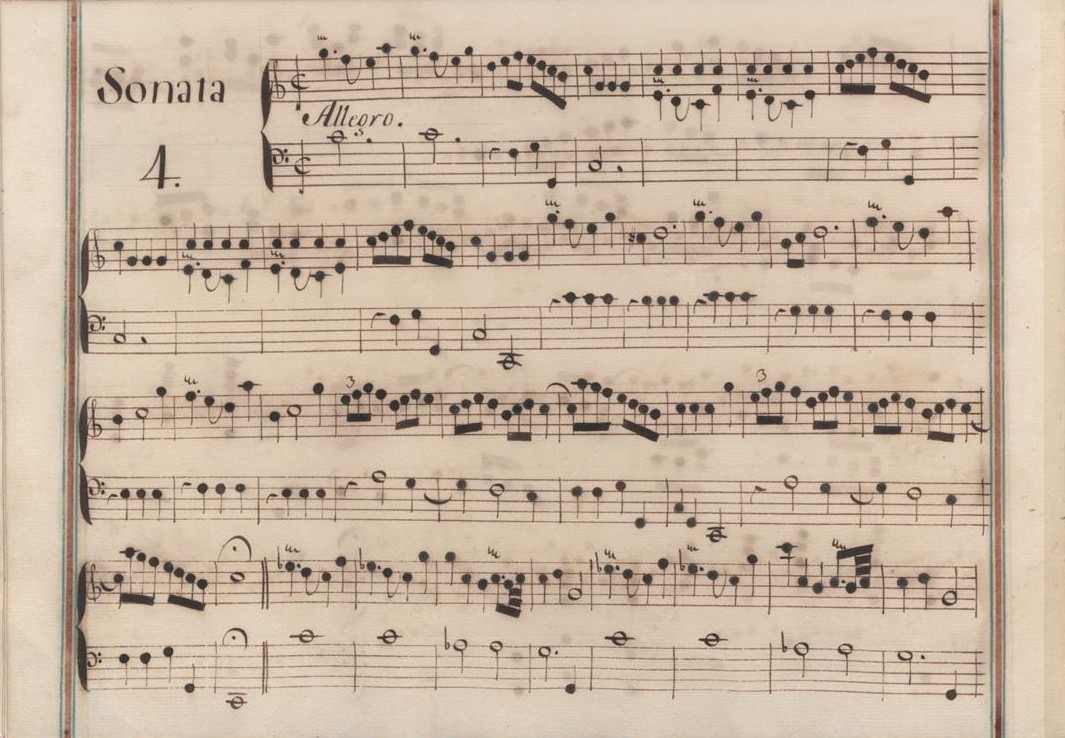
Venise VII 4.
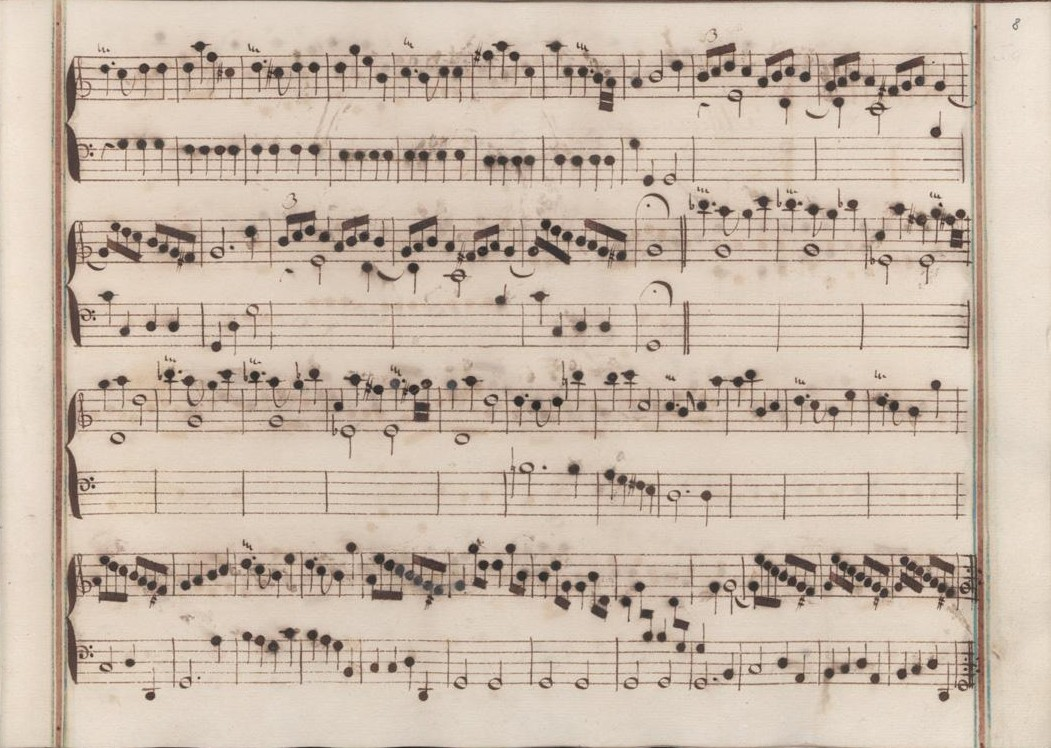
Venise VII 4 (fin de la première section).

## Interprètes
La sonate K. 329 est défendue au piano, notamment par Carlo Grante (2012, Music & Arts, vol. 3) ; au clavecin par Scott Ross (1985, Erato), Richard Lester (2003, Nimbus, vol. 3) et Pieter-Jan Belder (Brilliant Classics, vol. 8).

## Sources
: document utilisé comme source pour la rédaction de cet article.
- Ralph Kirkpatrick (trad. de l'anglais par Dennis Collins), Domenico Scarlatti, Paris, Lattès, coll. « Musique et Musiciens », 1982 (1re éd. 1953 (en)), 493 p. (ISBN 978-2-7096-0118-4, OCLC 954954205, BNF 34689181).
- Alain de Chambure, « Domenico Scarlatti : Intégrale des sonates — Scott Ross », Erato (2564-62092-2), 1985 (OCLC 891183737) .
- (en) Carlo Grante, « Domenico Scarlatti, intégrale des sonates pour clavier (vol. 3) », Music & Arts (CD-1292), 2013 (OCLC 907929504) .